# Trindade (Beja)
 Trindade ist ein Ort und eine ehemalige Gemeinde (freguesia) in Portugal im Landkreis und Bezirk von Beja mit 99,1 km² Grundfläche und 274 Einwohnern (Stand 30. Juni 2011). Dies ergibt eine Bevölkerungsdichte von 2,8 Einwohnern/km².
Am 29. September 2013 wurden die Gemeinden Trindade und Albernoa zur neuen Gemeinde União das Freguesias de Albernoa e Trindade zusammengeschlossen.